# Pablo Shorey
Pablo Enrique Shorey Hernandez (nacido el 4 de diciembre de 1983 en Cuba) es un luchador de estilo grecorromana cubano.

## Carrera
En 2009, Shorey ganó una medalla de Bronce en el Campeonato Mundial de Lucha de 2009. En 2010, ganó una medalla de Plata en el Campeonato Mundial de Lucha de 2010. En 2011, ganó su primera medalla de Oro en los Juegos Panamericanos 2011.